# Microphaea nyctichroa
Microphaea nyctichroa là một loài bướm đêm trong họ Noctuidae.